# 주조역 (긴키 닛폰 철도)
주조역(일본어: 十条駅)은 일본 교토부 교토시 미나미구에 위치한 긴키 닛폰 철도 교토 선의 철도역이다. 역 번호는 B 03이며, 섬식 승강장 1면 2선의 구조를 갖춘 고가역이다.

## 타는 곳
| 1 | B 교토 선 | 하행 | 단바바시 · 신타나베 · 야마토사이다이지 · 나라 · 가시하라진구마에 방면 |
| 2 | B 교토 선 | 상행 | 교토 방면                                                             |

## 이용 현황
- 2005년 11월 8일 : 4,731명
- 2008년 11월 18일 : 4,891명
- 2010년 11월 9일 : 4,644명
- 2012년 11월 13일 : 4,685명
- 2015년 11월 10일 : 6,050명

## 역 주변
- 교토 시 미나미 구청
- SG 홀딩스 본사
- 닌텐도 본사 개발동

## 인접 역
| 긴키 닛폰 철도 B 교토 선 | 긴키 닛폰 철도 B 교토 선 | 긴키 닛폰 철도 B 교토 선               |
| ------------------------ | ------------------------ | -------------------------------------- |
| B02 도지 교토 방면       | B 교토 선                | 가미토바구치 B04 야마토사이다이지 방면 |